# Annik Honoré
Annik Honoré (* 12. Oktober 1957 in Mons, Belgien; † 3. Juli 2014) war eine belgische Journalistin, Konzertveranstalterin und Mitbegründerin des Independent-Labels Les Disques du Crépuscule. Bekannt wurde sie durch ihre Liaison mit Ian Curtis, dem Sänger der Gruppe Joy Division.

## Leben
Honoré interessierte sich als Teenager für Rockmusik und bereiste zahlreiche Konzerte. 1979 zog sie nach London, wo sie als Sekretärin bei der belgischen Botschaft arbeitete. Zusammen mit dem Journalisten Michel Duval promotete sie einige Konzerte im Plan K in Brüssel, hierzu engagierte sie auch die Band Joy Division. 1980 gründete sie mit Factory Benelux einen kontinentalen Ableger der englischen Factory Records, sowie, mit Duval und dem Designer Benoît Hennebert, das eigene Independent-Label Les Disques du Crépuscule, bei dem unter anderem Antena, Cabaret Voltaire, Josef K, Ludus, Malaria! oder Tuxedomoon Tonträger veröffentlichten. Überdies promotete Honoré belgische Bands wie Digital Dance, Front 242, Marine und The Names.
Ian Curtis lernte sie im August 1979 kennen. Nach ihrer eigenen Aussage in einem Interview verband sie mit dem Musiker „eine rein platonische Freundschaft“, wohingegen Curtis’ Ehefrau Deborah Curtis die Beziehung als Liebesaffäre betrachtete. In Anton Corbijns Filmbiografie Control  aus dem Jahr 2007 wird Annik Honoré von der deutschen Schauspielerin Alexandra Maria Lara verkörpert.
Mitte der 1980er Jahre verließ Annik Honoré das Musikgeschäft und arbeitete für die EU in Brüssel. Sie starb im Juli 2014 nach längerer Krankheit im Alter von 56 Jahren und hinterließ zwei Kinder.